# Yosano Akiko
En aquest nom japonès, el cognom és Yosano.
Yosano Akiko (japonès: 與謝野 晶子), nom de ploma de Yosano Shiyo (Sakai, Japó, 7 de desembre de 1878 – Tòquio, 29 de maig de 1942), fou una escriptora, poeta, pionera del feminisme, pacifista i reformista social japonesa que va desenvolupar la seva tasca entre les eres Meiji, Taishō i el principi de la Shōwa. Amb el seu nom real va ser una de les poetes més famoses i controvertides de la literatura japonesa contemporània.

## Bibliografia

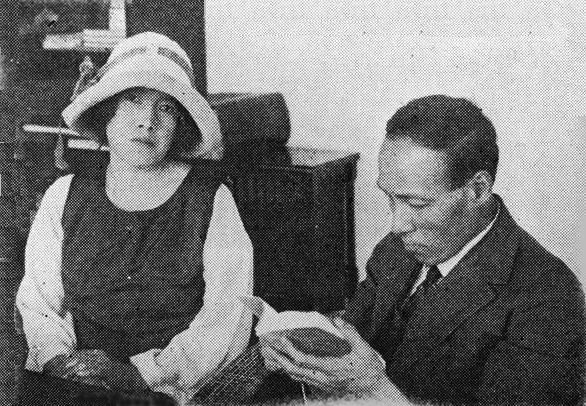
Akiko i el seu marit, Tekkan Yosano

### Akiko Yosano en català
- Cabells enredats. Una tria de tankes de Midaregami, traducció, edició i epíleg de Mercè Altimir Losada. Lleida: Pagès Editors, 2014.